# Préobrajénié (kraï du Primorié)
Préobrajénié (en russe : Преображе́ние, litt. « Transfiguration ») est une commune urbaine de l'Extrême-Orient de la Russie, située dans le raïon de Lazo dans le sujet du kraï du Primorié. Située sur la rive de la baie de la Transfiguration, une partie de la baie de Sokolovka, le territoire de la commune est protégée par une péninsule l'abritant. La baie fait partie de la mer du Japon, et au sud du village se trouve l'île de Petrov. La baie de la Transfiguration, qui a donné son nom au village, a été découverte le 19 août 1860, le jour de la fête orthodoxe de la Transfiguration du Seigneur.
Lorsque l'Empire russe prend possession du Primorié lors de la Convention de Pékin en 1860, il commence la colonisation du territoire. En 1903, le village de Sokolvoka est fondée, et qui, en fusionnant avec plusieurs villages, devient Préobrajénié en 1967. Devenant un grand centre de pêche, la commune vit toujours de son industrie. En 2023, sa population s'élevait à 6 258 personnes, faisant d'elle la localité la plus peuplée du raïon de Lazo.

## Géographie

### Situation

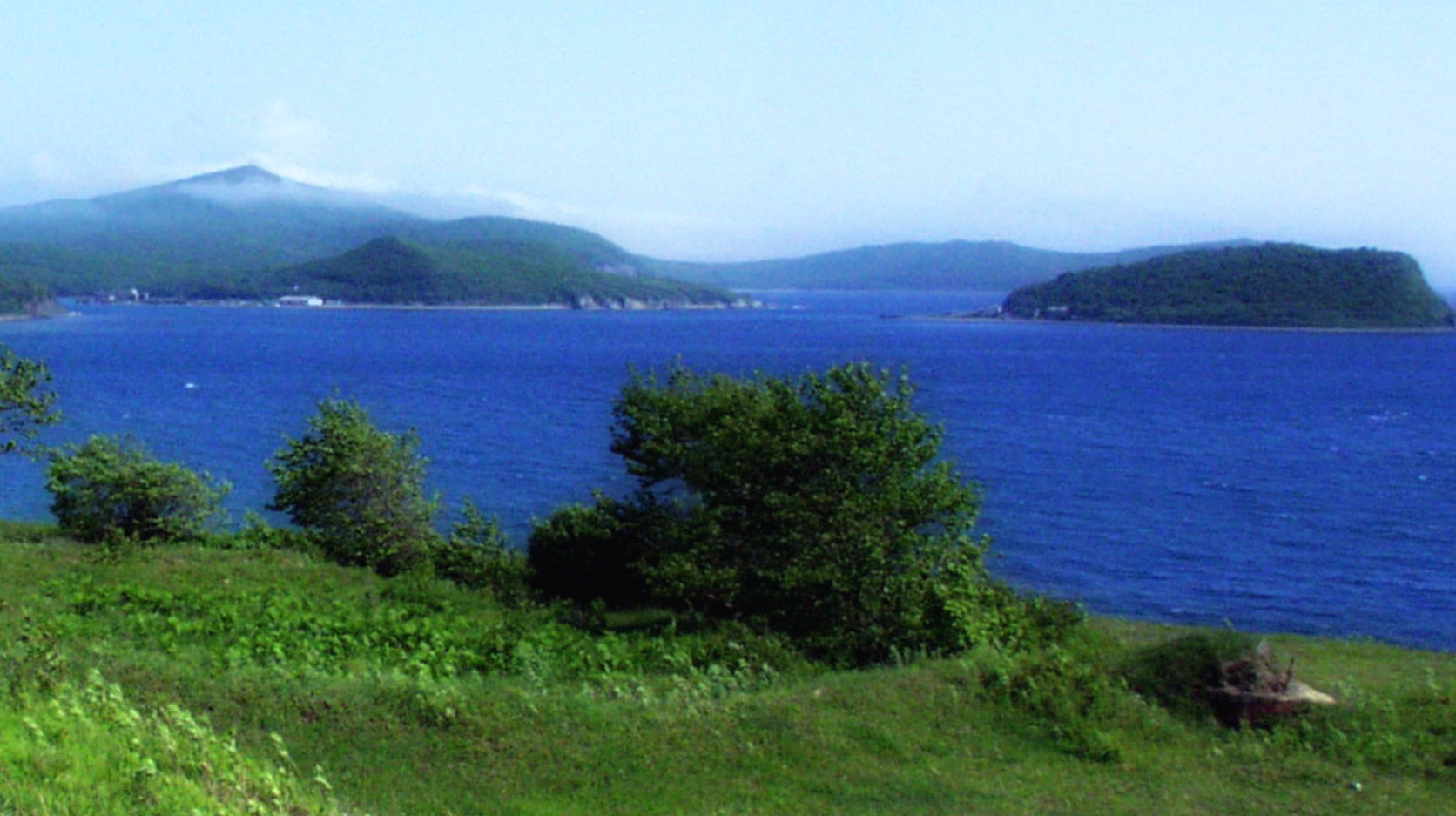
Baie de Sokolovka au 1er plan, baie de la Transfiguration au fond.

La commune se trouve dans le kraï du Primorié, un sujet de l'Extrême-Orient de la Russie qui borde la région chinoise de la Mandchourie. Préobrajénié se trouve dans le district fédéral Extrême-Oriental, à 164 km à l'est de Vladivostok, la capitale du kraï et du district, ainsi qu'à 6 541 km de la capitale du pays Moscou.
La localité est l'une des onze localités du raïon de Lazo, un raïon du sud-est du kraï. Son centre administratif est la commune urbaine de Lazo, à 52 km au nord. Le village le plus proche est Kievka, à 16 km  à l'ouest.
Préobrajénié se situe sur la petite baie de la Transfiguration, coincée entre la terre et une péninsule, avec une ouverture au sud-ouest. Cette baie fait elle-même partie d'une plus grande, la baie de Sokolovka, partie de la mer du Japon. Au bout de la péninsule au sud de la commune se trouve l'île de Petrov (ru), une aire protégée.
Préobrajénié est divisée en deux, entre une partie sur une zone escarpée dans la partie est, et une zone plate avec une grande plage sur la partie ouest. Entre ces deux parties, la rivière Sokolovka s'y jette ainsi que plusieurs ruisseaux alimentant cette rivière juste avant son embouchure. Le village se situe à la fin de la cordillère du Sikhote-Aline, qui longe le littoral depuis le fleuve Amour au nord jusqu'au golfe de Pierre-le-Grand au sud. Il est entouré de tous les côtés par la réserve naturelle de Lazo, une zapovednik russe.

### Climat

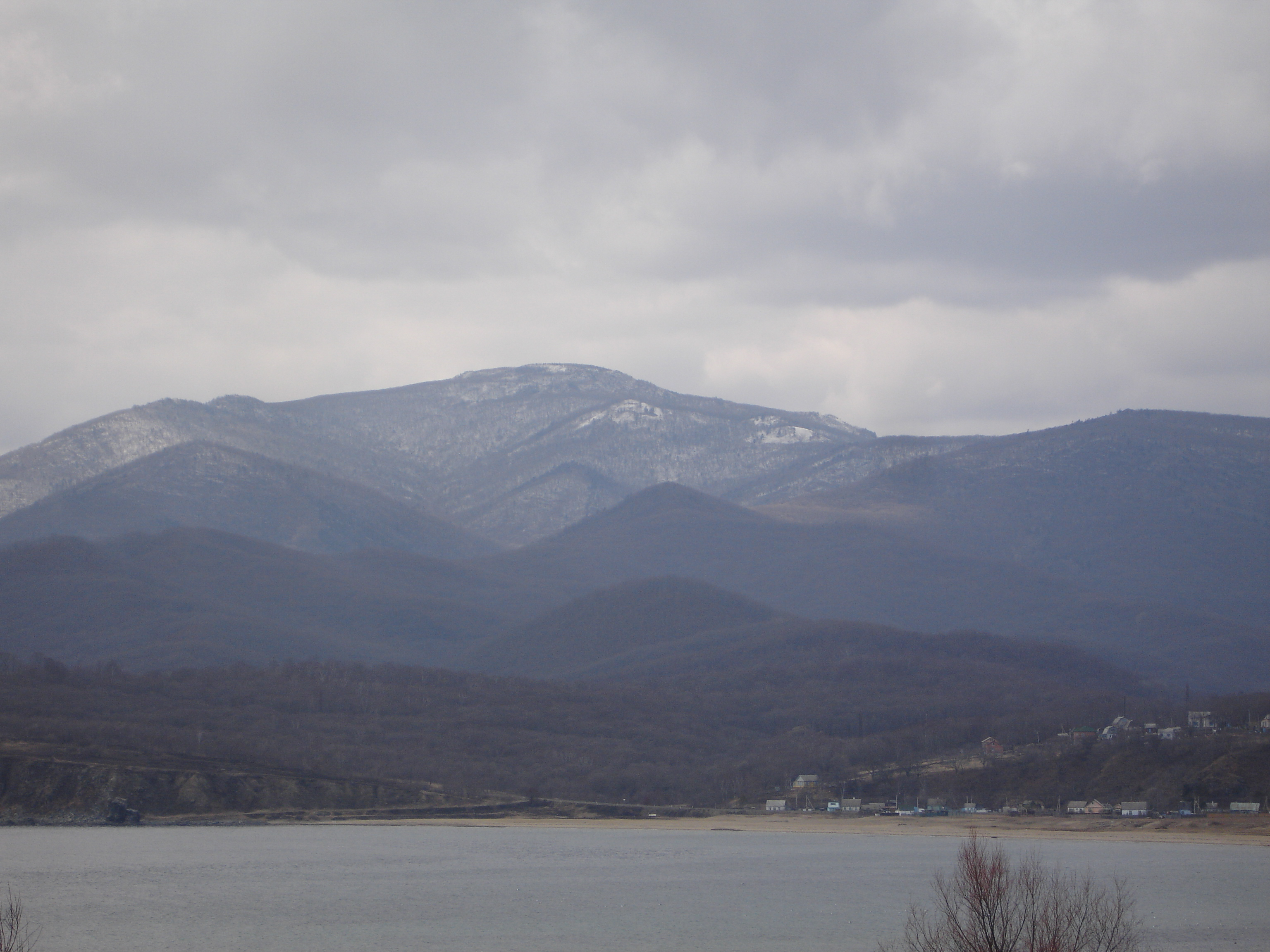
La commune est dominée par des montagnes du Sikhote-Aline.

Préobrajénié bénéficie d'un climat continental humide, caractérisé par la mousson en été. Le mois le plus chaud de l'année est août avec une température moyenne de 19,8 °C tandis que le mois le plus froid est janvier avec une température moyenne de −11,2 °C. Les précipitations varient beaucoup en fonction de la période de l'année : les pluies les plus intenses ont lieu en juillet (149,7 mm) ; à l'opposé, il ne tombe que 10,4 mm en janvier.
Son climat est l'un des plus chauds du Primorié, grâce à sa position méridionale. Le printemps est long et frais. L'automne, habituellement, arrive un peu plus lentement que dans les régions continentales de la région. Le nombre moyen d'heures d'ensoleillement atteint 2 400 heures sur l'année, la plupart d'entre elles se produisant en hiver, tandis que la période estivale se caractérise par la prédominance d'un temps nuageux/couvert, avec parfois des typhons.
La période sans gel dure environ 174 jours. L'humidité relative mensuelle moyenne varie de seulement 44 % en janvier à 89 % en juillet. La direction des vents dominants pour l'année est le nord, à 27 %. La vitesse annuelle moyenne est du vent est de 3,3 m/s.
- Température record la plus froide : −28,9 °C (janvier 1951)
- Température record la plus chaude : 36,1 °C (août 1950)
- Nombre moyen de jours de pluie dans l'année : 105

| Mois                                                | jan.       | fév.       | mars      | avril     | mai       | juin      | jui.     | août      | sep.      | oct.       | nov.       | déc.       | année      |
| --------------------------------------------------- | ---------- | ---------- | --------- | --------- | --------- | --------- | -------- | --------- | --------- | ---------- | ---------- | ---------- | ---------- |
| Température minimale moyenne (°C)                   | −11,2      | −9,2       | −4        | 1,4       | 5,7       | 9,9       | 15       | 16,9      | 12,3      | 5,4        | −2,2       | −9,3       | 5,3        |
| Température moyenne (°C)                            | −7,2       | −5         | −0,2      | 5         | 9         | 12,7      | 17,4     | 19,8      | 16,4      | 9,8        | 1,7        | −5,4       | 6,13       |
| Température maximale moyenne (°C)                   | −2,3       | −0,2       | 4,3       | 9,9       | 13,8      | 16,8      | 21       | 23,3      | 20,9      | 14,6       | 6,4        | −0,6       | 9,4        |
| Record de froid (°C) date du record                 | −28,9 1951 | −26,1 1955 | −20 1958  | −7,8 1955 | −2,2 1955 | 0,5 1960  | 6,3 1983 | 6,9 2017  | −1,3 1964 | −11,1 1950 | −21,1 1950 | −23,9 1950 | −28,9 1951 |
| Record de chaleur (°C) date du record               | 7 1979     | 10,6 1987  | 19,4 2018 | 23,9 2015 | 29,7 2020 | 31,8 2007 | 31 1976  | 36,1 1950 | 31,1 1950 | 23,6 2007  | 19,2 1990  | 11,2 1979  | 36,1 1950  |
| Précipitations (mm)                                 | 10,4       | 18,7       | 28,6      | 41,7      | 79,1      | 72,5      | 139,1    | 149,7     | 107,5     | 59,3       | 49,2       | 27,2       | 773,3      |
| Précipitations les plus basses (mm) année du record | 0 1962     | 0 1996     | 0 1963    | 5 1989    | 2 2003    | 7 1959    | 5 2021   | 3 1991    | 9 1982    | 0 1986     | 2 1971     | 0 2020     | 404 2003   |
| Précipitations les plus hautes (mm) année du record | 70 1966    | 71 2009    | 72 1975   | 198 1959  | 178 2016  | 226 1974  | 438 2013 | 371 1962  | 357 1994  | 159 1974   | 169 1968   | 143 2009   | 1 179 1968 |
| Record de pluie en 24 h (mm) date du record         | 27 1985    | 56 2007    | 45 1975   | 100 1959  | 82 1968   | 111 1968  | 170 2006 | 159 2022  | 189 1994  | 95 1959    | 79 1968    | 75 2009    | 189 1994   |

| Diagramme climatique                                  |              |           |            |             |             |           |               |               |             |             |              |
| J                                                     | F            | M         | A          | M           | J           | J         | A             | S             | O           | N           | D            |
| −2,3−11,210,4                                         | −0,2−9,218,7 | 4,3−428,6 | 9,91,441,7 | 13,85,779,1 | 16,89,972,5 | 2115139,1 | 23,316,9149,7 | 20,912,3107,5 | 14,65,459,3 | 6,4−2,249,2 | −0,6−9,327,2 |
| Moyennes : • Temp. maxi et mini °C • Précipitation mm |              |           |            |             |             |           |               |               |             |             |              |

## Urbanisme

### Occupation des sols
| Année                | 2013 (ha) | %    |
| -------------------- | --------- | ---- |
| Espaces urbanisés    | 5788      | 68,9 |
| Aires protégées      | 11,3      | 0,1  |
| Escapes forestiers   | 2600      | 31,0 |
| Terres industrielles | 0         | 0    |
| Total                | 8400      | 100  |

## Histoire

### Histoire ancienne
Des traces de vies humaines peuvent être trouvées partout dans les environs da la commune. Outils en pierre, plombs en pierre pour attraper les poissons, pointes de flèches en quartz, restes de poterie, haches de combat en fer, diverses pièces en fer et rares ornements en bronze ;  toutes ces trouvailles datent d'une période entre le XXe siècle av. J.-C. et le début du XIIIe siècle av. J.-C. Les expéditions archéologiques ont compté 48 sites et colonies dans le raïon de Lazo. Mais dans les environs de la baie de la Transfiguration, il existe de nombreux sites humains encore non décrits. La culture de Margaritovka est la plus représentée pour l'âge du Bronze, et on retrouve des éléments de la culture de Yankovski pour l'Âge du fer.
Au Moyen-Âge, la zone fait partie du royaume de Balhae, et est peuplée par le peuple Mohe. Au début du deuxième millénaire, la dynastie Jin des Jürchen était celle qui dominait les terres, et ce jusqu'aux invasions mongoles, qui décimèrent au Primorié une grande partie de la population. Jusqu'à la convention de Pékin, traité inégal qui permit à l'Empire russe d'acquérir le Primorié, en 1860, le Primorié et la zone de Préobrajénié étaient dépeuplés, avec seulement quelques rares tribus d'Oudihés, d'Orotches, de Taz, de Goldes et autres,.

### Sous l'Empire russe
Au tout début du XXe siècle, plusieurs familles de paysans ukrainiens vinrent s'installer sur les rives de la baie de Sokolovka, fondant en 1903 selon la date officielle le village de Sokolovka. Mais dès 1900, des familles lettones 6, ou 8, se sont installées à cette endroit, avec parmi eux des certains Lesine, Golbert, Iemsins, Salinek, Araï. Même si la date officielle de fondation remonte à 1903, et officieuse à 1900, il faut noter qu'il y avait des fanzas de Coréens et Chinois autour de la baie déjà avant.

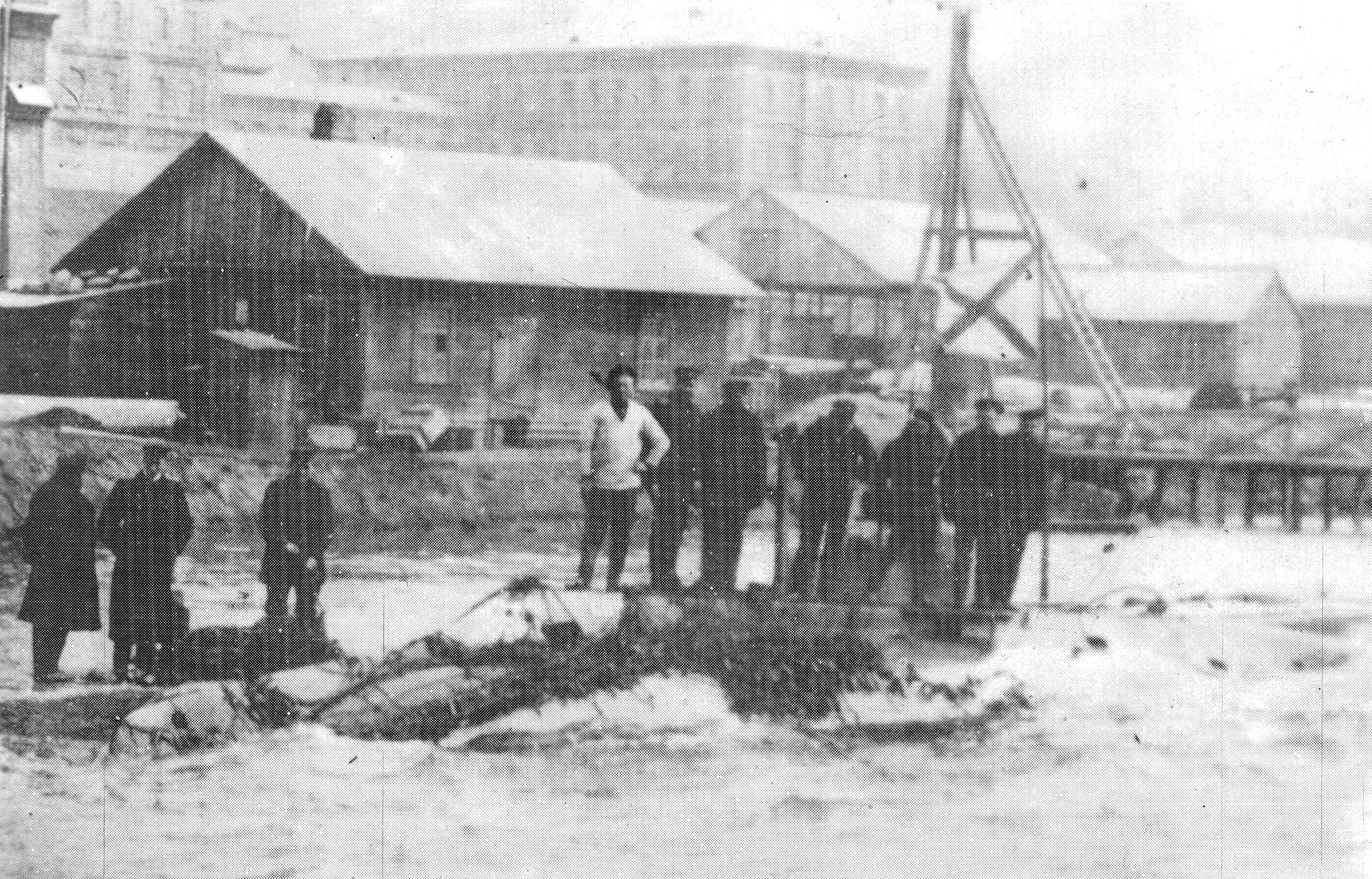
Le Som à Vladivostok.

En 1905, des sous-marins russes étaient stationnés dans la baie, alors que la guerre russo-japonaise avait lieu en Mandchourie et en Corée. Le 28 avril, il y avait dans la baie trois sous-marins, le Som, le Delphine (ru) et le Kassatka (ru). Le Som était un peu en retrait des deux autres, et découvrit deux destroyers japonais. Lors de la plongée pour lancer l'attaque, le Som a été découvert et a été tiré dessus par l'un des destroyers, mais il n'y a eu aucun impact sur le sous-marin. Après avoir plongé à une profondeur de 12 mètres, le Som commença à manœuvrer pour passer à l'attaque. Levant le périscope quelques minutes après, le commandant s'aperçut que les destroyers partaient. Le Som souhaita les pourchasser, mais à cause d'un brouillard qui apparut, il ne put les voir et donc les attaquer. Cet évènement fut le premier usage d'un sous-marin dans la marine russe.
Les familles de paysans ukrainiens venaient probablement du village voisin de Kievka. En 1908, 20 familles ukrainiennes arrivèrent de l'ouïezd d'Androuchivka du gouvernement de Kiev, principalement de trois villages ; Verbov (ru) ; de Stepovskoïe et de Kormilichtche. Parmi les arrivés se trouvaient les familles Khodakovski, Vichnevski et Tsypliouk. En 1909, 15 familles arrivèrent du Kouban, et en 1912 6 autres familles du gouvernement d'Astrakhan. Entre ces trois vagues, 2-3 familles virent du gouvernement de Poltava et de Tchernigov.
En 1915, alors que la population dépassait les 500, plusieurs petites localités se situaient autour de la baie dont Sokolovka et 22 autres zaïmkas (ru), dont le village de Livonie pour les Lettons, mais jamais dans la partie totalement plate, car interdit. Alors que les tout premiers colons possédaient des parcelles mesurant jusqu'à 30 acres, les autres avaient d'abord 5 acres par personne masculine puis 5 acres par famille, en fonction de leur arrivée. Les arrivants construisaient leurs maisons par eux-mêmes. Les Lettons et leurs petits hameaux étaient des Khoutors, tandis que les familles ukrainiennes reprirent les modes de construction de leurs terres d'origine.
Les Coréens donnèrent aux arrivants les graines pour planter, et les arrivants firent ensuite de l'agriculture, en plantant du blé, seigle, sarrasin et de l'avoisine. Certaines fermes possédaient des vaches, chevaux, pâturages ou ruchers. La mer était la principale voie vers ou pour sortir de la zone.
Grâce à un prêt de l'administration de la colonisation de l'oblast de Primorié en 1911, un moulin fut construit, pour l'ensemble des habitants de la zone. L'année suivante, une école avec une seule classe fut construite grâce là aussi à un prêt.
Pendant la guerre civile russe, le village fut renommé en 1918 Krasnaïa Sokolovka, soit littéralement « Sokolovka la rouge ». Un conseil de village fut installé la même année.

### Période soviétique
En 1921, un certain Grigoriev Annikenti Fedorovitch, un pêcheur russe, initia la pêche dans la zone avec les premiers chalutiers, les faisant importer du Japon en les achetant à Kawasaki. Dans les environs, des hangars à sel et des entrepôts furent construits. Ce développement fut encouragé par la Nouvelle politique économique, en créant la première entreprise de pêche de Preobrajénié, qui aujourd'hui est devenue la société par action ouverte «Preobrajenskaïa baza tralovogo flota».
En 1926, les divers hameaux qui deviendront partie de Préobrajénié autour de la baie étaient d'une part Sokolovka (267 habitants) et Préobrajénié-Boukhta (105 habitants), ainsi que les khoutors de Kvandagou (48 habitants), Langouïevski (7 habitants), Mimoktai-Dolina (3 habitants), Obondoï (5 habitants), Polengaouz (aussi nommé Salenek) (25 habitants), Poliana-1 (24 habitants), Poliana-2 (19 habitants), Poliana-3 (41 habitants).
En automne 1929, l'entreprise fut nationalisée, devenant le 1er janvier 1930 l'usine de poisson d'État n°11, tandis que Grigoriev s'exila hors de Russie. Peu après, au printemps 1930, 60 volontaires du Komsomol vinrent pour construire une usine de poisson. Les bateaux pêchés surtout au printemps et en automne, en pêchant du maquereau, de la plie et de la perche.
En 1941, la Seconde Guerre mondiale oblige un pêcheur sur trois de la ville, soit 1 327 personnes à aller se battre au front, et une personne sur 3 ne revint pas.

En vert la réserve, avec Préobrajénié qui est enclavée au sud.

Après la Seconde Guerre mondiale, la pêche s'est considérablement développée au travers de l'entreprise de pêche alors nationalisée. En 1980, sa flotte de pêche reçut l'Ordre de la bannière rouge du travail pour ses résultats.
En 1957, la réserve naturelle de Lazo, qui couvre une superficie de 1209 km², fut créée dans le raïon, qui entoure Préobrajénié. Elle possède une faune et une flore importante, dont une taïga qui est habitée par des tigres de l'Amour,.
En 1967, toutes les localités furent fusionnées au sein de Préobrajénié, nommée d'après la baie de la Transfiguration, Transfiguration se disant Préobrajénié en russe. Préobrajénié reçu le statut de commune urbaine. Cette baie fut découverte le 19 août 1860, le jour de la fête orthodoxe de la Transfiguration du Seigneur,.
En 1978 fut créé le conseil des vétérans de Preobrajénié, toujours en activité.

### Depuis la fin de l'URSS
Le 18 août 1995, une croix orthodoxe haut de 2 mètres de haut fut installée, avec l'inscription « Aux premiers colons, les fondateurs du village de Sokolovka en 1903 ».
Malgré une crise démographique, perdant la moitié de sa population entre 1989 et les années 2010, avec une réduction importante dans une premier temps de la pêche, l'industrie est à nouveau florissante. Son entreprise de pêche a été privatisée pendant les années 1990.
En 2000, une grande usine de congélation de poissons fut construite par la Preobrajenskaïa baza tralovogo flota. En 2004, la première ferme piscicole de trepang de Russie a été ouverte, et la culture de moules du Pacifique s'est intensifiée, tout comme celle du chou marin. En 2006, la conserverie a été entièrement rénovée. La même année, l'entreprise a conclu un accord pour alimenter la flotte du Pacifique. Entre 2009 et 2011, la flotte a été rénovée, avec l'arrivée de deux navires-usines. L'entreprise possède depuis cette date la plus grande flotte de l'Extrême-Orient russe. Entre 2014 et 2016, de nouveaux chalutiers sont arrivés, ainsi qu'un autre bateau usine. Un autre bateau usine est arrivée en 2018, et reste aujourd'hui forte face à la concurrence chinoise.
La commune urbaine vit aujourd'hui toujours de la pêche, principale activité économique. Elle possède diverses installations dont un hôpital ainsi qu'une branche de l'Université d'économie d'État d'Extrême-Orient.
De 2004 à 2020, le village formait une municipalité, l'établissement urbain de Plastoun (ru), avant qu'il soit dissout,.

## Population et société

### Démographie
Recensements (*) et estimations de la population,,,:
| 1912 | 1915* | 1926* | 1959* |
| ---- | ----- | ----- | ----- |
| 210  | 533   | 544   | 3 783 |

| 1970* | 1979*  | 1989*  | 2002 * |
| ----- | ------ | ------ | ------ |
| 7 768 | 10 571 | 12 213 | 9 335  |

| 2010* | 2012  | 2013  | 2014  |
| ----- | ----- | ----- | ----- |
| 7 184 | 7 085 | 6 992 | 6 861 |

| 2015  | 2016  | 2017  | 2018  |
| ----- | ----- | ----- | ----- |
| 6 724 | 6 617 | 6 538 | 6 836 |

| 2019  | 2020  | 2021* | 2023  |
| ----- | ----- | ----- | ----- |
| 6 457 | 6 693 | 6 529 | 6 258 |

### Religion
Peu avant la dislocation de l'Union soviétique, une communauté orthodoxe fut enregistrée le au registret d'État le 8 août 1991. Mais ce n'est qu'en août 2004 qu'un lieu pour les pratiquants fut ouverts, en reconvertissant le bâtiment de l'ancienne école de musique, transféré à la communauté orthodoxe.
En juillet 2008, il fut décidé de construire une église en bois. Ce bois fut amené en mai 2009 de forêts de Sibérie. Le 10 octobre 2010, l'archevêque Veniamine (Pouchkar) (ru) de Vladivostok a célébré le rite de consécration de la première pierre, et la construction commença. Le 19 août 2013, jour de la fête patronale de la Transiguration, l'évêque Nikolaï (ru) de Nakhodka a célébré la Divine Liturgie dans l'église et a officié la grande consécration de l'église. L'église se situe rue Putintseva, et fait partie de l'éparchie de Nakhodka (ru).

### Services
Préobrajénié dispose de nombreuses infrastructures pour la population. Concernant l'éducation, il y a deux jardin d'enfants, deux écoles d'enseignement général (écoles secondaires), une école du soir, et branche de l'école technique professionnelle n°50. Il y a aussi un orphelinat et un internat dans la commune urbaine. Pour la santé, il y a un hôpital municipal de raïon, ouvert 24 / 24 h, avec 52 lits, avec 13 lits de plus la journée.
La commune possède en termes de culture une maison de la culture, un centre de jeunesse, une bibliothèque, une école d'art ainsi qu'un centre sportif. Préobrajénié a aussi comme infrastructures un bureau de poste, une banque, une gare routière, et a un parc de logements de mieux en mieux rénové.

## Économie et transports

### Économie

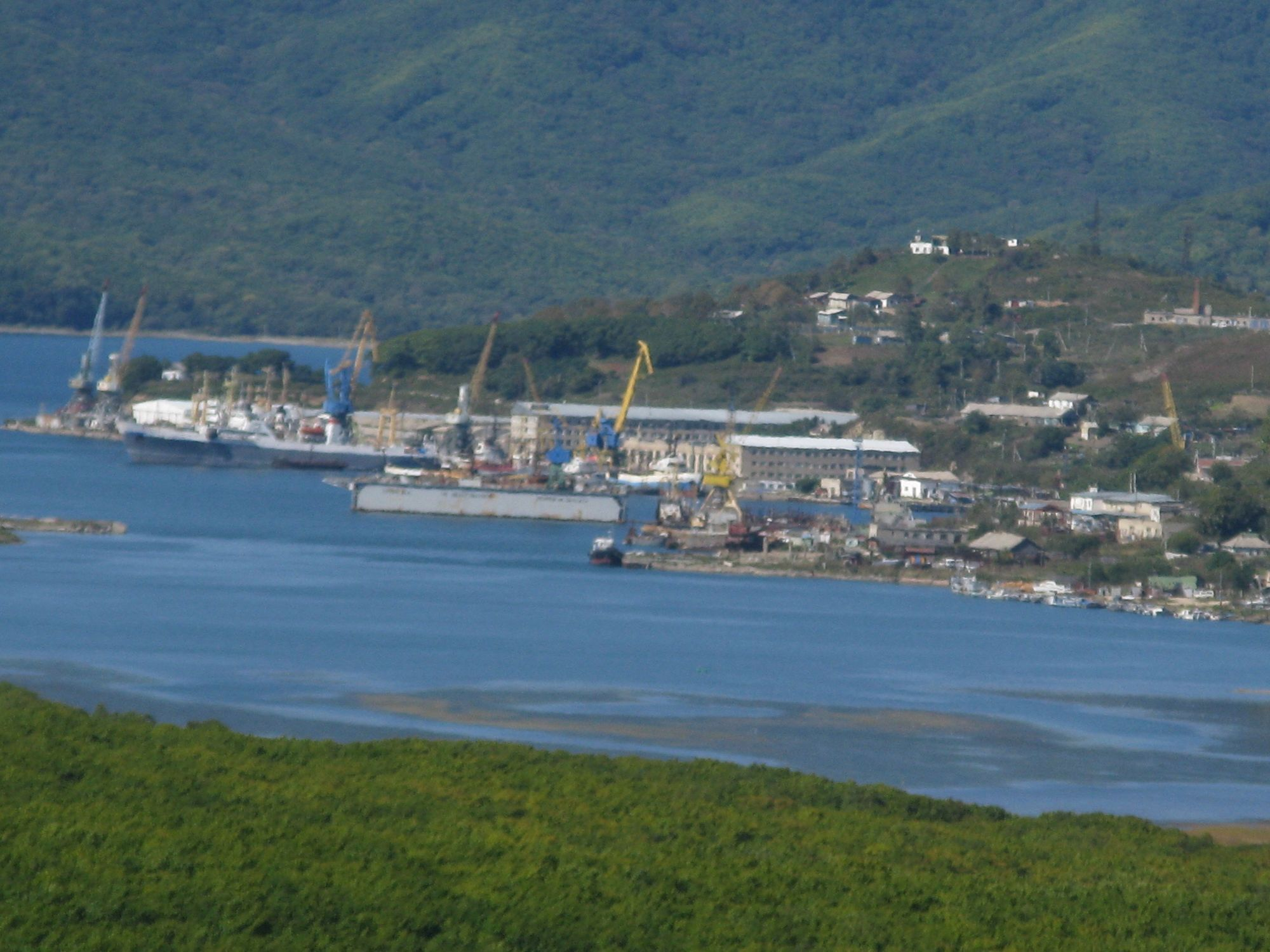
Port de Préobrajénié.

L'économie de Préobrajénié repose surtout sur une entreprise, la société par action ouverte «Preobrajenskaïa baza tralovogo flota», avec comme acronyme PBTF en anglais. Elle emploie 1 804 personnes, avec 1 061 personnes travaillant en mer et 743 personnes travaillant sur terre. En plus de posséder une très grande flotte, elle possède des installations d'aquaculture ainsi que des usines de transformations des produits de la mer. Elle vend à la fois au Primorié, mais aussi à travers la Russie et dans les pays alentour, dont la Chine.
Ses principaux produits de la pêche sont la goberge, le hareng du Pacifique, le maquereau, la sardine d'Extrême-Orient (ru), la crevette et le crabe. L'entreprise possède trois grand chalutiers-congélateurs autonomes, un chalutier de pêche au krill, un chaluter congélateur de pêche, un bateau réfrigérateur et deux chalutiers. Elle possède un chantier naval pour la réparation de sa flotte.
L'entreprise fournit ainsi des emplois à 75 % de la population active de la commune urbaine. Elle est impliquée dans le domaine social, en finançant l'aide aux handicapés et anciens combattants, avec d'ailleurs l'ouverture d'un centre de rééducation dans la commune. Dans le domaine scolaire, un programme permet de faciliter les écoliers à bénéficier d'un meilleur accès à l'Université technique de la pêche d'État d'Extrême-Orient, au Collège de la pêche marine de Vladivostok et à l'École maritime d'Extrême-Orient de Nakhodka. Elle finance aussi les écoles publiques, la maison des enfants et la maison de la culture, ainsi qu'une auberge, une école de sport, un musée de la gloire de la pêche et un centre aéré.

### Transports

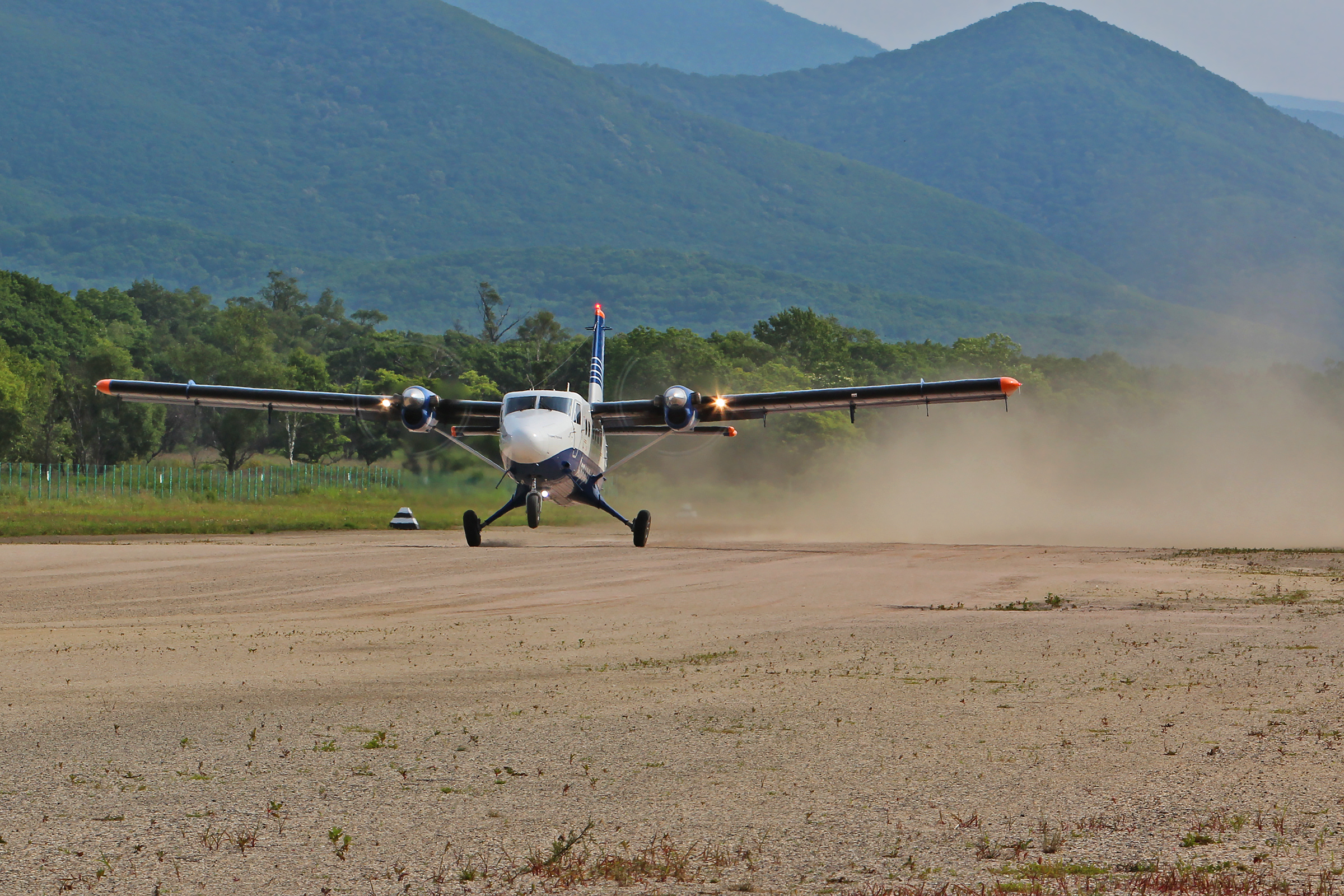
Un De Havilland Canada DHC-6 Twin Otter décollant de l'aéroport.

Préobrajénié , dispose de connections dans tous les domaines avec le reste du Primorié, aux travers de ses différentes infrastructures, grâce à son économie qui en a besoin, même si certaines sont peu développées. En termes de routes, qu'une seule dessert la commune ; la 05K-452, qui commence à Kievka pour finir à Préobrajénié. De Kievka, la 05K-451 continue au nord vers Lazo. À Lazo, la 05N-131, allant de Nakhodka à la 05N-100 à Kavalerovo prend le relais. De Nakhodka, la 05A-608 mène jusqu'à Artiom dans le nord de Vladivostok où se trouve d'ailleurs la route fédérale A370. Il existe un service de bus quotidien entre Préobrajénié et Vladivostok, la commune possédant par ailleurs une gare routière.
La commune urbaine possède son propre aéroport, dans la partie basse, qui est en fait plus une zone d'atterrissage. Chaque jour, il y a une rotation entre la commune urbaine et l'aéroport international de Vladivostok, d'une durée de 40 minutes. Depuis 2016, les vols sont opérés sur des De Havilland Canada DHC-6 Twin Otter par la compagnie aérienne Aurora, filiale d'Aeroflot.

## Tourisme

### Île de Petrov

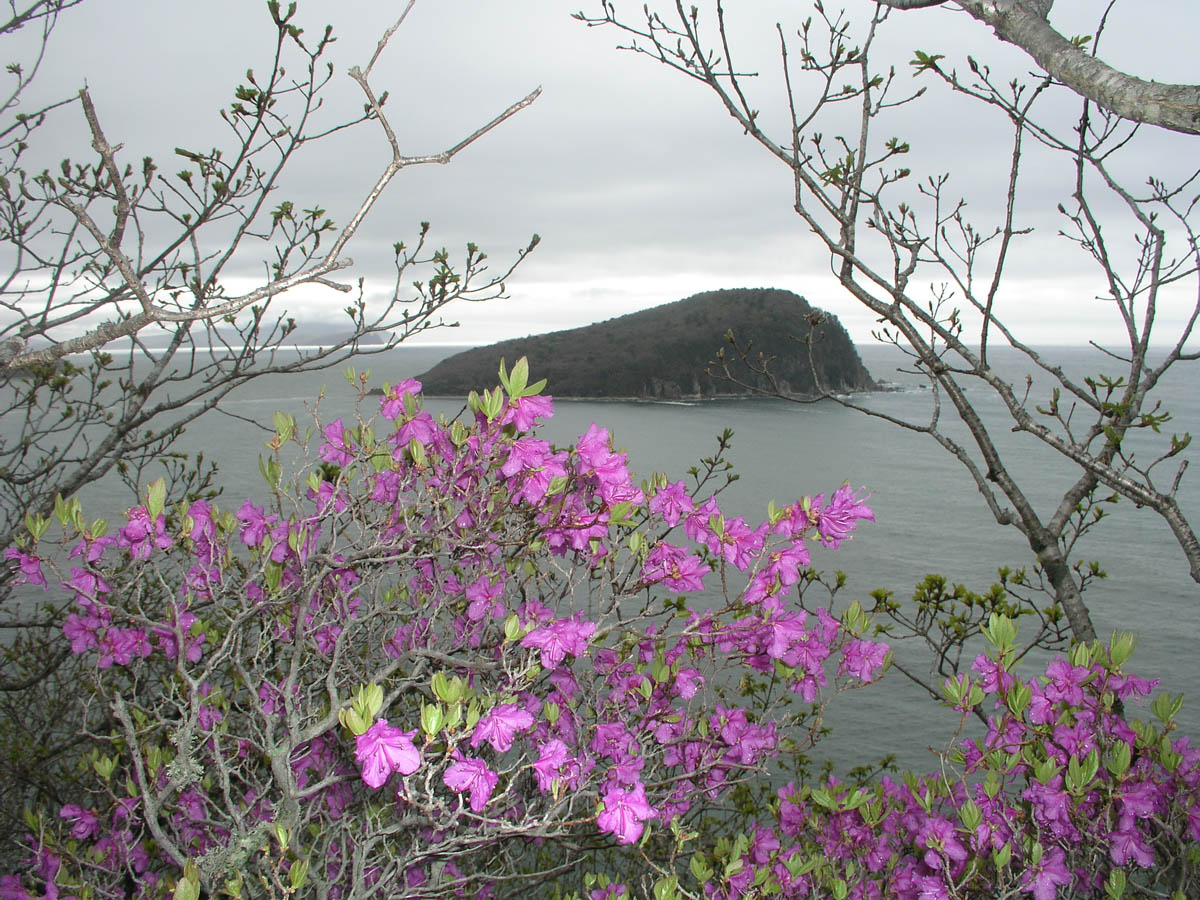
Île de Petrov.

Malgré sa faible importante économiquement, la commune urbaine possède un petit secteur touristique grâce aux richesses environnantes du point de vue naturel mais aussi archéologique. L'île de Petrov, située à 8 km au sud-ouest du centre-ville, est un monument naturel ainsi qu'un site archéologique assez spécial. D'une superficie d'environ 40 hectares, l'île est aujourd'hui un lieu de nidification du cormoran noir et un lieu où pousse plusieurs plantes médicinales
D'un point de vue archéologique, l'île a des traces d'habitations remontant du Moyen-Âge jusqu'au VIIIe millénaire av. J.-C., ce qui en fait un des plus vieux sites archéologiques de toute la Mandchourie. Pendant le Moyen-Âge, elle était un lieu de résidence des princes du royaume de Balhae, puissant et riche royaume coréen. Entre le Xe et le XIXe siècle, elle fut tour à tour habitée par des Yilou, des mongols, des brigands et autres. Des fours en pierre et les ruines d'une fonderie ont été retrouvées.

### Autres lieux et activités
Outre l'île de Petrov, Préobrajénié possède quelques sites, tous culturels. La commune urbaine compte un monument aux soldats-pêcheurs morts au front pendant la « Grande Guerre patriotique », qui est situé sur la colline de la mémoire au centre du village. Un autre monument, le Mémorial de la Gloire est dédié aux habitants du village tombés pendant la même guerre, placé sur la place près du complexe de cinéma et de concert de Préobrajénié.
Le village possède un musée d'histoire de la Preobrajenskaïa baza tralovogo flotai, correspondant à une sorte de musée d'histoire locale, qui retrace l'histoire de la commune et de son entreprise principale. Il y a aussi un complexe de cinéma et de concert (terme officiel, des salles de cinéma en somme), ainsi qu'une maison de la culture. Sinon, l'on trouve un panneau commémoratif en forme de pierre, dédié aux anciens combattants de la guerre et du travail, un cimetière, panneau commémoratif en forme de croix à l'entrée du village, avec l'inscription « Aux premiers colons, les fondateurs du village de Sokolovka en 1903 ». Enfin, il y a une église dédiée à la Transfiguration de l'Église orthodoxe russe.
Préobrajénié profite de la réserve naturelle de Lazo qui l'entoure, où l'on retrouve des tigres de l'Amour ainsi que d'autres espèces de la faune et la flore locale. Dans la commune urbaine, il y a quelques gîtes, campings, avec des prix abordables étant donné que le tourisme n'est que peu développé. La commune possède deux centres de loisirs avec logements. Dans les prochaines années, de nouveaux logements pour les touristes devraient voir le jour.

## Galerie

Préobrajénié et ses environs :
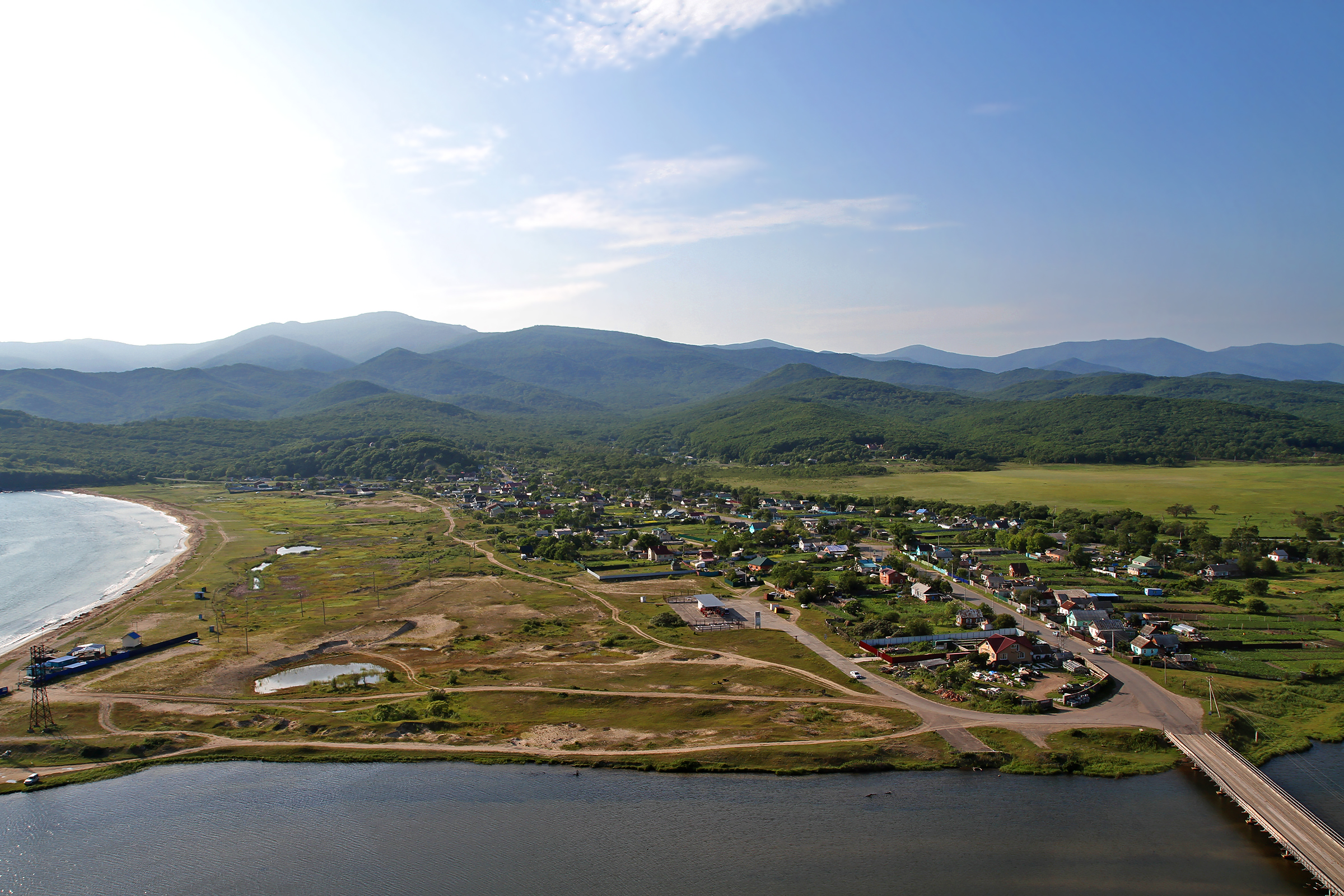
Vue générale de la partie basse avec la rivière Sokolovka.
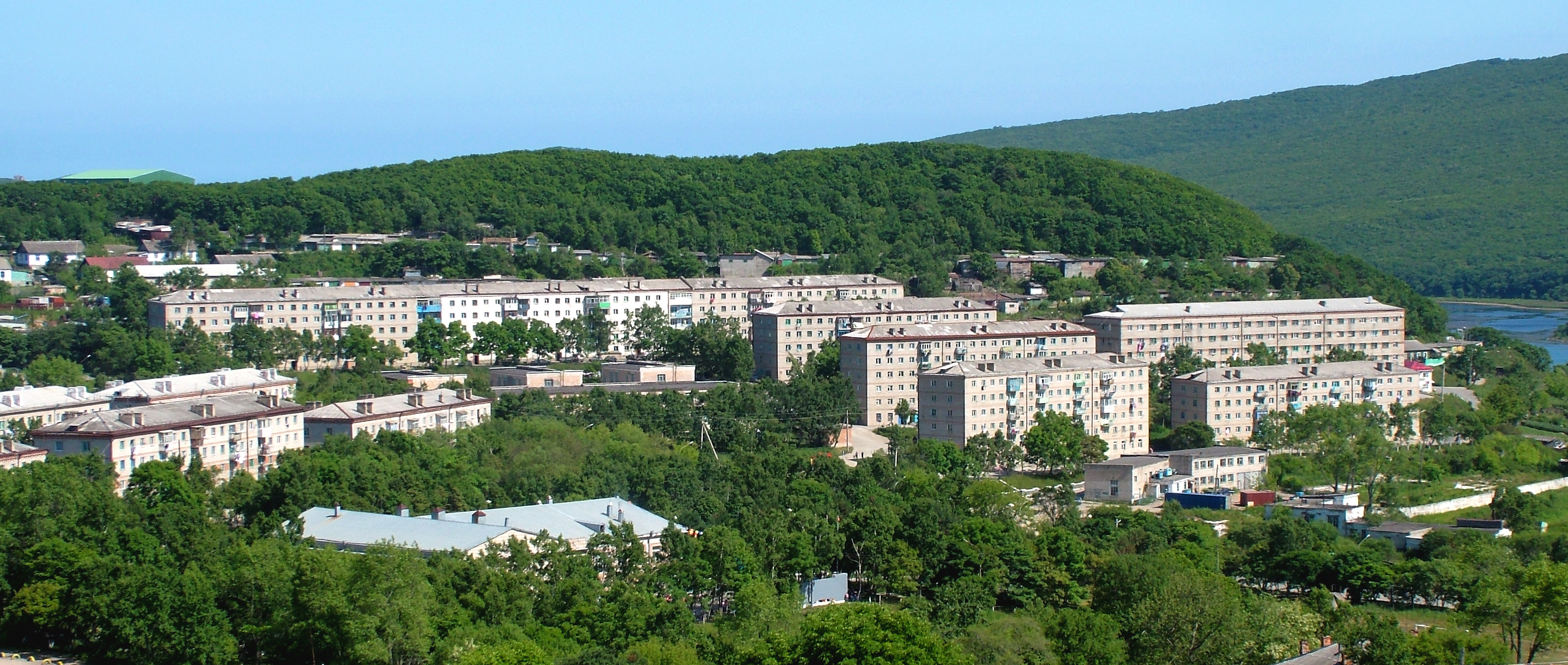
Bâtiments résidentiels dans la partie haute.
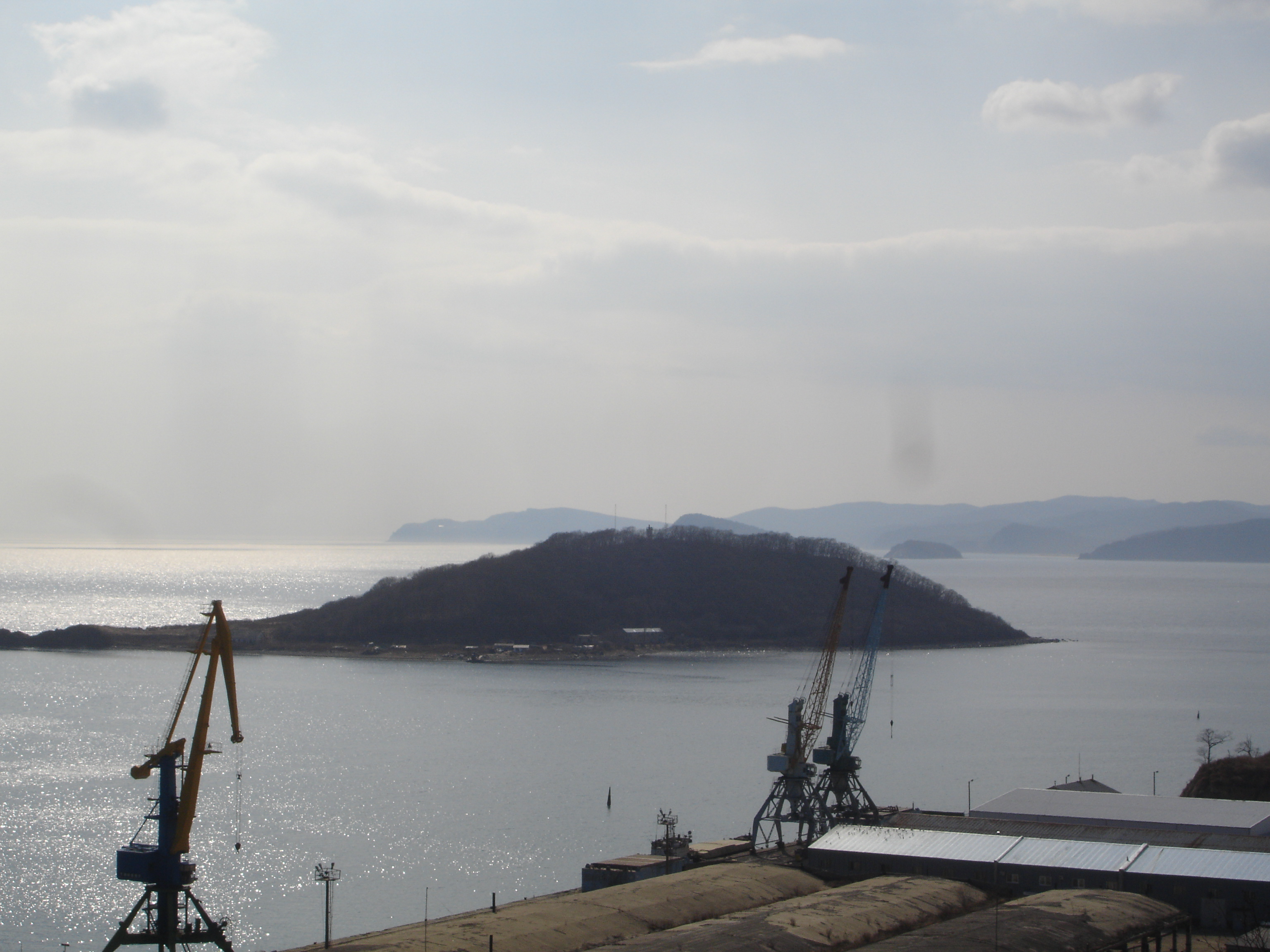
L'île Petrov.
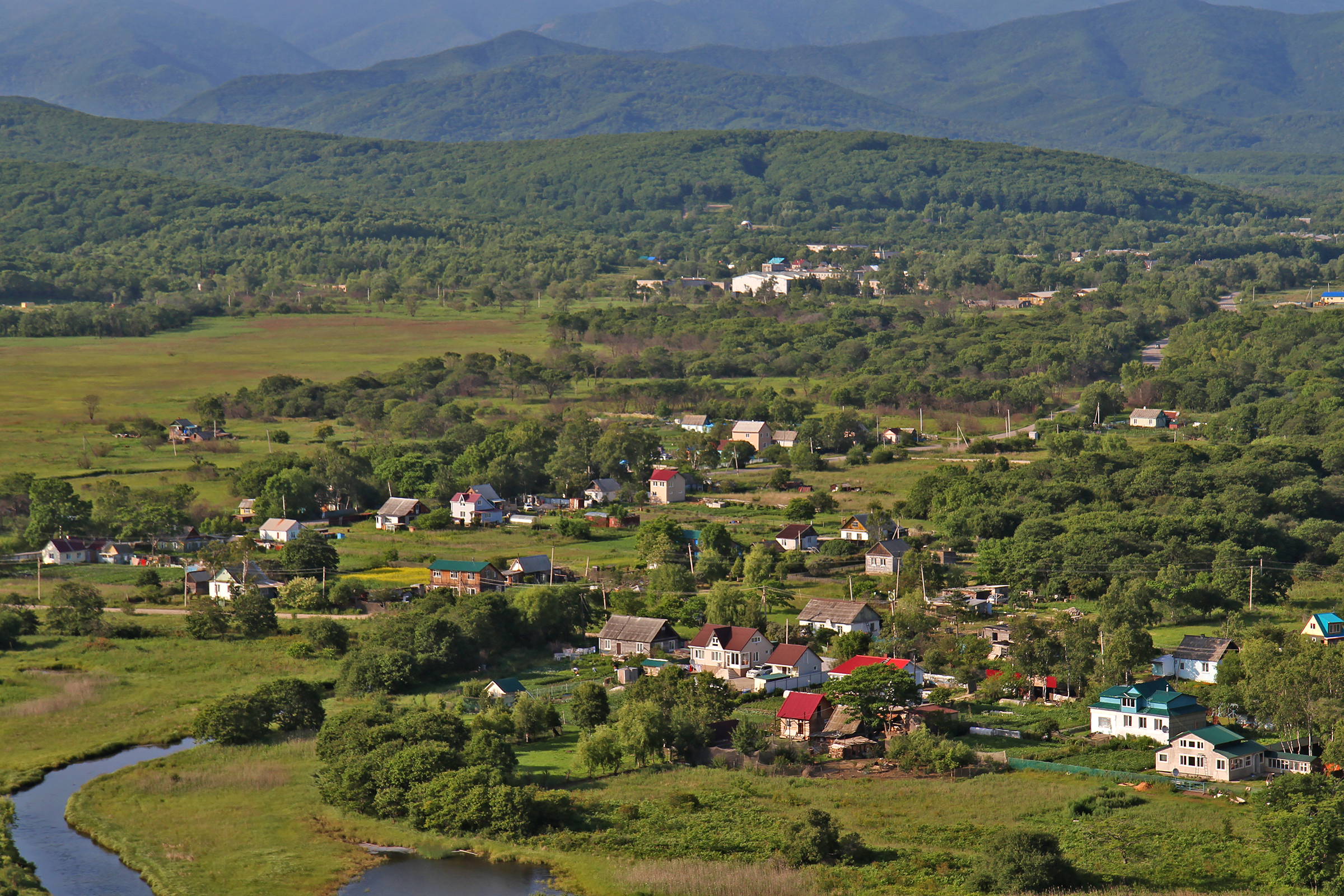
Partie basse pendant la période estivale.

## Héraldique
| Armoiries de Préobrajénié | Les armoiries de Préobrajénié se blasonnent ainsi : « Dans l'écu d'azur il y a un gouvernail doré placé au centre, trois poissons argentés sont situés en haut . ». Chaque symbole fait référence à une partie de la commune urbaine et de ses habitants. Le gouvernail est le symbole de la baie, du port ainsi que de la navigation. Les poissons sont eux symboles de la pêche et ainsi montrent que Préobrajénié est un village de pêcheurs. La couleur bleue est le symbole de gloire, d'honneur et de fidélité. La couleur blanche est elle symbole de paix, de tranquillité et de pureté. Ces armoiries furent approuvées par la décision no 26 du conseil municipal de la douma de l'établissement urbain de Préobrajénié du 26 février 2006. |